# Nydia Quintero
Pour les articles homonymes, voir Quintero.
Nydia Quintero Turbay dite Nydia Quintero de Balcázar, née le 28 août 1932 à Neiva (Huila) et morte le 30 juin 2025 à Bogota (Cundinamarca), est une philanthrope et leader d’opinion colombienne, première dame de Colombie de 1978 à 1982 lors de son mariage avec le 25e président de la République de Colombie Julio César Turbay. Elle est l’initiatrice de la Fondation Solidarité pour la Colombie en 1975,.